# Attoutou A
 (juin 2012).
Si vous disposez d'ouvrages ou d'articles de référence ou si vous connaissez des sites web de qualité traitant du thème abordé ici, merci de compléter l'article en donnant les références utiles à sa vérifiabilité et en les liant à la section « Notes et références ».
Attoutou A 
est une ville située dans le sud de la Côte d'Ivoire, et appartenant au département de Jacqueville, dans la Région des Lagunes. La localité de Attoutou A est un chef-lieu de commune et de sous-préfecture . Elle est située à 37 km du département de Dabou en passant par la côtière, et à environ 7 km de la sous-préfecture de Toupah.
Elle est essentiellement peuplée des Ahizi (Tchavagn') qui seraient venus de la région d'Adiaké (sud-est de la Côte d'Ivoire) dont les Ehotilé sont leurs plus proches cousins.
Les habitants d'Attoutou A se seraient établis définitivement sur leur site actuel, au début du XVIIIe siècle, après qu'ils furent repoussés dans leur avancée vers le sud-ouest par les Avikam, déjà installés dans la région de Grand-Lahou. En effet, Téfrédi étant le dernier village Ahizi avant celui des Avikam. Attoutou "A" fait frontière avec le village de Kpanda (dernier village Adjoukrou), situé à 2 km au nord et au sud par la lagune Ahizi (aussi appelé Lagune Ébrié).
L'activité principale étant la pêche et la culture du manioc. Le poisson et l'attiéké (semoule de manioc) constituent les éléments essentiels de l'alimentation.